# Оскар (кинопремия, 1947)
19-я церемония награждения кинопремии «Оскар» прошла 13 марта 1947 года в выставочном центре Shrine Auditorium, Лос-Анджелес, Калифорния.

## Победители и номинанты
| Список кинокартин, получивших несколько номинаций: - 8: «Лучшие годы нашей жизни» - 7: «Оленёнок» - 6: «История Джолсона» - 5: «Анна и король Сиама», «Эта прекрасная жизнь» - 4: «Генрих V», «На краю лезвия», «Убийцы» - 3: «Короткая встреча» - 2: «Голубые небеса», «Девушки Харви», «Дурная слава», «Дуэль под солнцем», «Зелёные годы», «Каждому своё», «Лето столетия дня независимости» | Список кинокартин, получивших несколько наград: - 7: «Лучшие годы нашей жизни» - 2: «Анна и король Сиама», «История Джолсона», «Оленёнок» |

 Победители выделены отдельным цветом. 
| Категории                                                    | Лауреаты и номинанты                                                                                        |
| ------------------------------------------------------------ | --- |
| Лучший фильм                                                 | «Лучшие годы нашей жизни» — Samuel Goldwyn Productions                                                      |
| Лучший фильм                                                 | «Генрих V» — J. Arthur Rank-Two Cities Films                                                                |
| Лучший фильм                                                 | «На краю лезвия» — 20th Century Fox                                                                         |
| Лучший фильм                                                 | «Оленёнок» — Metro-Goldwyn-Mayer                                                                            |
| Лучший фильм                                                 | «Эта прекрасная жизнь» — Liberty Films                                                                      |
| Лучшая режиссёрская работа                                   | Уильям Уайлер — «Лучшие годы нашей жизни»                                                                   |
| Лучшая режиссёрская работа                                   | Кларенс Браун — «Оленёнок»                                                                                  |
| Лучшая режиссёрская работа                                   | Фрэнк Капра — «Эта прекрасная жизнь»                                                                        |
| Лучшая режиссёрская работа                                   | Дэвид Лин — «Короткая встреча»                                                                              |
| Лучшая режиссёрская работа                                   | Роберт Сиодмак — «Убийцы»                                                                                   |
| Лучшая мужская роль                                          | Фредрик Марч — «Лучшие годы нашей жизни»                                                                    |
| Лучшая мужская роль                                          | Лоренс Оливье — «Генрих V»                                                                                  |
| Лучшая мужская роль                                          | Ларри Паркс — «История Джолсона»                                                                            |
| Лучшая мужская роль                                          | Грегори Пек — «Оленёнок»                                                                                    |
| Лучшая мужская роль                                          | Джеймс Стюарт — «Эта прекрасная жизнь»                                                                      |
| Лучшая женская роль                                          | Оливия де Хэвилленд — «Каждому своё»                                                                        |
| Лучшая женская роль                                          | Дженнифер Джонс — «Дуэль под солнцем»                                                                       |
| Лучшая женская роль                                          | Селия Джонсон — «Короткая встреча»                                                                          |
| Лучшая женская роль                                          | Розалинд Расселл — «Сестра Кенни»                                                                           |
| Лучшая женская роль                                          | Джейн Уайман — «Оленёнок»                                                                                   |
| Лучшая мужская роль второго плана                            | Гарольд Рассел — «Лучшие годы нашей жизни»                                                                  |
| Лучшая мужская роль второго плана                            | Уильям Демэрест — «История Джолсона»                                                                        |
| Лучшая мужская роль второго плана                            | Чарльз Кобёрн — «Молодые годы»                                                                              |
| Лучшая мужская роль второго плана                            | Клод Рейнс — «Дурная слава»                                                                                 |
| Лучшая мужская роль второго плана                            | Клифтон Уэбб — «На краю лезвия»                                                                             |
| Лучшая женская роль второго плана                            | Энн Бакстер — «На краю лезвия»                                                                              |
| Лучшая женская роль второго плана                            | Этель Берримор — «Винтовая лестница»                                                                        |
| Лучшая женская роль второго плана                            | Лиллиан Гиш — «Дуэль под солнцем»                                                                           |
| Лучшая женская роль второго плана                            | Флора Робсон — «Саратогская железнодорожная ветка»                                                          |
| Лучшая женская роль второго плана                            | Гейл Сондергард — «Анна и король Сиама»                                                                     |
| Лучший сценарий                                              | «Лучшие годы нашей жизни» — Роберт Шервуд                                                                   |
| Лучший сценарий                                              | «Анна и король Сиама» — Салли Бенсон, Тэлбот Дженнингс                                                      |
| Лучший сценарий                                              | «Короткая встреча» — Дэвид Лин, Рональд Ним, Энтони Хэвлок-Аллан                                            |
| Лучший сценарий                                              | «Рим, открытый город» — Серджо Амидеи, Федерико Феллини                                                     |
| Лучший сценарий                                              | «Убийцы» — Энтони Вейллер                                                                                   |
| Лучший оригинальный сценарий                                 | «Седьмая вуаль» — Мюриэл Бокс, Сидни Бокс                                                                   |
| Лучший оригинальный сценарий                                 | «Дети Райка» — Жак Превер                                                                                   |
| Лучший оригинальный сценарий                                 | «Дорога в Утопию» — Норман Пэнэма, Мелвин Фрэнк                                                             |
| Лучший оригинальный сценарий                                 | «Дурная слава» — Бен Хект                                                                                   |
| Лучший оригинальный сценарий                                 | «Синий георгин» — Рэймонд Чандлер                                                                           |
| Лучший литературный первоисточник                            | «Совершенные незнакомцы» — Клеманс Дейн                                                                     |
| Лучший литературный первоисточник                            | «Каждому своё» — Чарльз Брэккетт                                                                            |
| Лучший литературный первоисточник                            | «Странная любовь Марты Айверс» — Джек Патрик                                                                |
| Лучший литературный первоисточник                            | «Тёмное зеркало» — Владимир Познер                                                                          |
| Лучший литературный первоисточник                            | «Чужестранец» — Виктор Тривас                                                                               |
| Лучшая музыка к драматическому или комедийному фильму        | «Лучшие годы нашей жизни» — Хьюго Фридхофер                                                                 |
| Лучшая музыка к драматическому или комедийному фильму        | «Анна и король Сиама» — Бернард Херрманн                                                                    |
| Лучшая музыка к драматическому или комедийному фильму        | «Генрих V» — Уильям Уолтон                                                                                  |
| Лучшая музыка к драматическому или комедийному фильму        | «Убийцы» — Миклош Рожа                                                                                      |
| Лучшая музыка к драматическому или комедийному фильму        | «Юмореска» — Франц Ваксман                                                                                  |
| Лучшая музыка к музыкальному фильму                          | «История Джолсона» — Моррис Столофф                                                                         |
| Лучшая музыка к музыкальному фильму                          | «Голубые небеса» — Роберт Эмметт Долан                                                                      |
| Лучшая музыка к музыкальному фильму                          | «Девушки Харви» — Ленни Хэйтон                                                                              |
| Лучшая музыка к музыкальному фильму                          | «Лето столетия дня независимости» — Альфред Ньюман                                                          |
| Лучшая музыка к музыкальному фильму                          | «Ночь и день» — Рэй Хайндорф, Макс Стайнер                                                                  |
| Лучшая песня к фильму                                        | «On the Atchison, Topeka and the Santa Fe» — «Девушки Харви», музыка: Гарри Уоррен, текст: Джонни Мерсер    |
| Лучшая песня к фильму                                        | «All Through the Day» — «Лето столетия дня независимости», музыка: Джером Керн, текст: Оскар Хаммерстайн II |
| Лучшая песня к фильму                                        | «I Can’t Begin to Tell You» — «Сестрички Долли», музыка: Джеймс Монако, текст: Мак Гордон                   |
| Лучшая песня к фильму                                        | «Ole Buttermilk Sky» — «Проход каньона», музыка: Хоги Кармайкл, текст: Джек Брукс                           |
| Лучшая песня к фильму                                        | «You Keep Coming Back Like a Song» — «Голубые небеса», музыка и текст: Ирвинг Берлин                        |
| Лучшая операторская работа в чёрно-белом фильме              | «Анна и король Сиама» — Артур Чарльз Миллер                                                                 |
| Лучшая операторская работа в чёрно-белом фильме              | «Зелёные годы» — Джордж Фолси                                                                               |
| Лучшая операторская работа в цветном фильме                  | «Оленёнок» — Чарльз Рошер, Леонард Смит, Артур Арлинг                                                       |
| Лучшая операторская работа в цветном фильме                  | «История Джолсона» — Джозеф Уокер                                                                           |
| Лучшая работа художника-постановщика в чёрно-белом фильме    | «Анна и король Сиама» — Лайл Уилер, Томас Литтл, Уильям С. Дарлинг, Фрэнк Хьюз                              |
| Лучшая работа художника-постановщика в чёрно-белом фильме    | «Китти» — Ханс Драйер, Уолтер Тайлер, Сэм Комер, Рэй Мойер                                                  |
| Лучшая работа художника-постановщика в чёрно-белом фильме    | «На краю лезвия» — Ричард Дэй, Томас Литтл, Натан Юран, Пол С. Фокс                                         |
| Лучшая работа художника-постановщика в цветном фильме        | «Оленёнок» — Эдвин Уиллис, Седрик Гиббонс, Пол Грессе                                                       |
| Лучшая работа художника-постановщика в цветном фильме        | «Генрих V» — Кармен Диллон, Пол Шерифф                                                                      |
| Лучшая работа художника-постановщика в цветном фильме        | «Цезарь и Клеопатра» — Джон Брайан                                                                          |
| Лучший монтаж                                                | «Лучшие годы нашей жизни» — Дэниэл Мэнделл                                                                  |
| Лучший монтаж                                                | «История Джолсона» — Уильям Лайон                                                                           |
| Лучший монтаж                                                | «Оленёнок» — Харольд Кресс                                                                                  |
| Лучший монтаж                                                | «Убийцы» — Артур Хилтон                                                                                     |
| Лучший монтаж                                                | «Эта прекрасная жизнь» — Уильям Хорнбек                                                                     |
| Лучший звук                                                  | «История Джолсона» — Джон П. Ливадари, Columbia Studio Sound Department                                     |
| Лучший звук                                                  | «Лучшие годы нашей жизни» — Гордон Сойер, Samuel Goldwyn Studio Sound Department                            |
| Лучший звук                                                  | «Эта прекрасная жизнь» — Джон Алберг, RKO Radio Studio Sound Department                                     |
| Лучшие визуальные эффекты                                    | «Весёлое привидение» — Томас Говард                                                                         |
| Лучшие визуальные эффекты                                    | «Украденная жизнь» — Уильям МакГанн, Натан Левинсон                                                         |
| Лучший игровой короткометражный фильм, снятый на одну бобину | «Facing Your Danger» — Гордон Холлингсхед                                                                   |
| Лучший игровой короткометражный фильм, снятый на одну бобину | «Dive-Hi Champs» — Джек Итон                                                                                |
| Лучший игровой короткометражный фильм, снятый на одну бобину | «Golden Horses» — Эдмунд Рик                                                                                |
| Лучший игровой короткометражный фильм, снятый на одну бобину | «Smart as a Fox» — Гордон Холлингсхед                                                                       |
| Лучший игровой короткометражный фильм, снятый на одну бобину | «Sure Cures» — Пит Смит                                                                                     |
| Лучший игровой короткометражный фильм, снятый на две бобины  | «Мальчик и его собака» — Гордон Холлингсхед                                                                 |
| Лучший игровой короткометражный фильм, снятый на две бобины  | «College Queen» — Джордж Темплтон                                                                           |
| Лучший игровой короткометражный фильм, снятый на две бобины  | «Hiss and Yell» — Жюль Уайт                                                                                 |
| Лучший игровой короткометражный фильм, снятый на две бобины  | «The Luckiest Guy in the World» — Джерри Бреслер                                                            |
| Лучший документальный короткометражный фильм                 | «Семена судьбы»                                                                                             |
| Лучший документальный короткометражный фильм                 | «Atomic Power»                                                                                              |
| Лучший документальный короткометражный фильм                 | «Жизнь в зоопарке»                                                                                          |
| Лучший документальный короткометражный фильм                 | «Paramount News Issue»                                                                                      |
| Лучший документальный короткометражный фильм                 | «Traffic with the Devil»                                                                                    |
| Лучший анимационный короткометражный фильм                   | «The Cat Concerto» — Фред Куимби                                                                            |
| Лучший анимационный короткометражный фильм                   | «Chopin’s Musical Moments» — Уолтер Ланц                                                                    |
| Лучший анимационный короткометражный фильм                   | «John Henry and the Inky Poo» — Джордж Пал                                                                  |
| Лучший анимационный короткометражный фильм                   | «Squatter’s Rights» — Уолт Дисней                                                                           |
| Лучший анимационный короткометражный фильм                   | «Ходячий болтливый ястребенок» — Эдди Зельцер                                                               |

## Специальные награды
- Награда имени Ирвинга Тальберга — Сэмюэл Голдвин — продюсер;
- Молодёжная награда Академии — Клод Джарман мл. — за выдающееся исполнение роли Джоди в фильме «Оленёнок».
- Награда за выдающиеся заслуги
  - Лоренс Оливье — за выдающиеся актёрские, продюсерские и режиссёрские достижения при создании образа Генриха V на киноэкране;
  - Гарольд Рассел — за надежду и смелость, вселяемую им товарищам-ветеранам (за исполнение роли в картине «Лучшие годы нашей жизни»);
  - Эрнст Любич — за выдающийся вклад в киноискусство.

## Премия за научные и технические достижения
Награда III класса
- Харлан Л. Бумбак и отдел компании "Парамаунт" на Западном побережье (Paramount West Coast Laboratory);
- Херберт Бритт;
- Бёртон Ф. Миллер и отделы компании "Ворнер бразерс" по звуку и электрификации (Warner Bros. Studio Sound and Electrical Departments);
- Карл Фолкнер из отдела по звуку компании "20-й век Фокс" (20th Century-Fox Studio Sound Department);
- Компания Мола-Ричардсона (Mole-Richardson Company);
- Артур Ф. Блинн, Роберт О. Кук, Сэм Слайфилд и отдел по звуку студии Уолта Диснея (Walt Disney Studio Sound Department);
- Бёртон Ф. Миллер и отдел по звуку студии "Ворнер бразерс" (Warner Bros. Studio Sound Department);
- Марти Мартин и Хэл Эдкинс из отдела миниатюр студии "РКО" (RKO Radio Studio Miniature Department);
- Харольд Най и отдел электрификации студии "Ворнер бразерс" (Warner Bros. Studio Electrical Department).